# Andrzej Rabsztyński
Andrzej Rabsztyński herbu Topór (zm. 1509) – kanonik krakowski (1483–1509), starosta płocki (1505–1508). Syn Jana Rabsztyńskiego (zm. 1498/99) i Barbary z Woli Konińskiej herbu Rawicz (zm. 1509). Pozostawał w niedziale z bratem Janem (zm. 1505), marszałkiem nadwornym koronnym, starostą sandomierskim i płockim. Był ostatnim męskim przedstawicielem rodu Rabsztyńskich.